# DRIP (アルバム)
『DRIP』（ドリップ）は、韓国の7人組ガールズグループ・BABYMONSTERの1stフルアルバム。2024年11月1日にYGエンターテインメントから発売された。

## 概要
「FOREVER」以来、3ヶ月ぶりにフルアルバムでカムバック。
『DRIP』はタイトルのとおり、BABYMONSTERの魅力を凝縮した結晶体。今回のアルバムリリースはYGの全面的支援の下、超大型プロジェクトとなっている。最近のK-POP市場では異例の早さとなるデビューアルバムのリリース、数編のMV制作、早くから準備を終えた後続曲など、旺盛な国内外活動で目覚しい飛翔を始めた。

アルバムと同名のタイトル曲「DRIP」は、BABYMONSTERだけの自信溢れるアティテュードとYG特有のヒップホップバイブを溶け込ませたEDMナンバー。BIGBANGのG-DRAGONが作曲に参加している。もうひとつのタイトル曲「CLIK CLAK」は、オリジナルヒップホップにYG DNAを調和し、すべてのメンバーがラップに挑戦している。
| 「                                   | - ローラ：このアルバムはファンの皆様の愛に応える気持ちで早めに発売することになった。アルバムを準備する間、ファンミーティングも無事に終えた。ファンの方々と言葉を交わし、多くのことを学んだ時間だったので、意味深い1年を過ごしたと思う。 - チキータ：多様なジャンルが盛り込まれたアルバムで、BABYMONSTERの新しい姿をお見せすることができてとても嬉しい。 - アヒョン：フルアルバムを準備する過程で色々と新たな挑戦をしてみた。月末評価で多様なジャンルを練習したけど、それをお見せできるアルバムになったと思う。 - ラミ：今回のアルバム名に合わせてBABYMONSTERだけの魅力をいっぱい込めたアルバムだ。最初のフルアルバムであるだけに、とても努力した。 - ルカ：今回のアルバムはYG、BABYMONSTERのニュークラシックだ。私たちの音色や私たちならではの魅力をお見せできると思う。 | 」 |
| —BABYMONSTER（韓国での記者会見より） | |    |

## 背景とリリース
- 2024年10月8日、YGエンターテインメントは、BABYMONSTERが11月1日に1stフルアルバムを発売することを発表[3]。
- 10月11日・12日、収録曲2曲の音源の一部を公開。残りの収録曲も毎週金曜と土曜に順次公開[4]。
- 10月21日、ダブルタイトル曲が発表された[5]。22日にはアルバムのビジュアルを公開[6]。
- 10月30日、タイトル曲「CLIK CLAK」のMV公開[7]。
- 11月1日、1stフルアルバム『DRIP』をリリース[注 1]。タイトル曲「DRIP」のMVも公開された[1]。
- 11月1日 - 10日、アルバム発売を記念したポップアップストア「BABYMONSTER 1st FULL ALBUM[DRIP]POP-UP STORE」を韓国・ソウル城東区のベーシックスタジオにて開催[8]。

## リリース
| 形態     | 形態              | 規格品番 | 規格品番 |
| 形態     | 形態              | 日本     | 韓国     |
| -------- | ----------------- | -------- | -------- |
| CD       | ZIP LOCK ver.     | SRCX-1   | YGP0485Z |
| CD       | BINDER ver.       | SRCX-2   | YGP0485B |
| CD       | JEWEL CASE ver.   | SRCX-3   | YGP0486  |
| QRカード | YG TAG ALBUM ver. | SRZX-1/7 | YGP0487  |
| QRカード | BANDANA ver.      | SRZ8-1   | YGP0488  |

## 収録曲
1. CLIK CLAK
2. DRIP
3. Love, Maybe
4. Really Like You
5. BILLIONAIRE
6. Love In My Heart
7. Woke Up In Tokyo (RUKA & ASA)
8. FOREVER
9. BATTER UP (Remix)

## チャート成績
ハントチャートによると、一週間で67万7961枚を記録した。

## ミュージックビデオ
今回のアルバムは、全3作のミュージックビデオが公開された。
| 公開日         | タイトル                      | タイトル                  | リンク   |
| アルバム       | アルバム                      | アルバム                  | アルバム |
| -------------- | ----------------------------- | ------------------------- | -------- |
| 2024年10月8日  | 『DRIP』                      | YG ANNOUNCEMENT           | ▶        |
| 2024年10月29日 | 『DRIP』                      | BAEMON NEWS 7             | ▶        |
| 楽曲           |                               |                           |          |
| 2024年10月11日 | CLIK CLAK                     | PREVIEW                   | ▶        |
| 2024年10月30日 | CLIK CLAK                     | MV                        | ▶        |
| 2024年11月10日 | CLIK CLAK                     | MV Reaction               | ▶        |
| 2024年11月3日  | CLIK CLAK                     | PERFORMANCE VIDEO         | ▶        |
| 2024年11月8日  | CLIK CLAK                     | SPECIAL PERFORMANCE VIDEO | ▶        |
| 2024年11月1日  | DRIP                          | MV                        | ▶︎        |
| 2024年11月14日 | DRIP                          | MV Behind                 | ▶︎        |
| 2024年11月5日  | DRIP                          | PERFORMANCE VIDEO         | ▶        |
| 2024年11月8日  | DRIP                          | SPECIAL PERFORMANCE VIDEO | ▶        |
| 2024年11月5日  | DRIP                          | Fanchant Guide            | ▶        |
| 2024年12月25日 | DRIP                          | THE FIRST TAKE            | ▶        |
| 2024年12月6日  | Love In My Heart              | MV                        | ▶        |
| 2024年10月26日 | Love In My Heart              | PREVIEW                   | ▶︎        |
| 2024年10月12日 | Love, Maybe                   | PREVIEW                   | ▶︎        |
| 2024年10月18日 | Woke Up In Tokyo (RUKA & ASA) | PREVIEW                   | ▶︎        |
| 2024年10月19日 | BILLIONAIRE                   | PREVIEW                   | ▶︎        |
| 2024年10月25日 | Really Like You               | PREVIEW                   | ▶︎        |

## リリース日程
| 地域 | 日付          | 規格     | レーベル           |
| ---- | ------------- | -------- | ------------------ |
| 世界 | 2024年11月1日 | 音楽配信 | YG PLUS            |
| 韓国 | 2024年11月1日 | CD・QR   | YG PLUS            |
| 日本 | 2024年11月2日 | CD・QR   | ソニーミュージック |